# Millwall Bushwackers
Die Millwall Bushwackers sind eine Fangruppe des Londoner Fußballvereins Millwall F.C., die in den frühen 1980er Jahren gegründet wurde. Sie zählen zur Hooligan-Bewegung im englischen Fußball und sind für ihre Gewaltbereitschaft national bekannt. Der Name der Fangruppe bezieht sich auf die Bushwhackers, eine paramilitärische Gruppe, die während des amerikanischen Bürgerkrieges auf Seiten der Konföderation kämpfte.

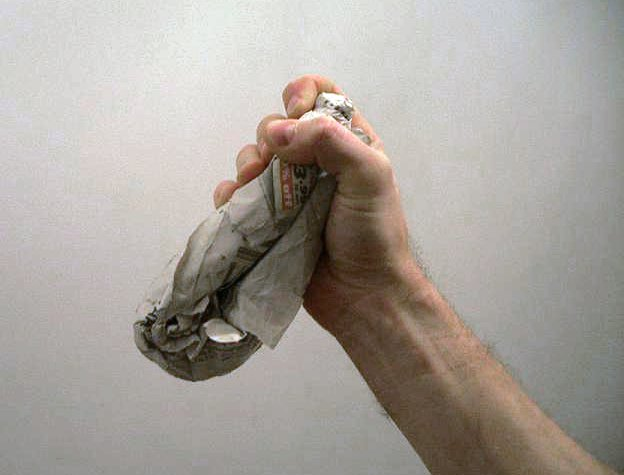
Ein Millwall Brick

Die Bushwackers entstanden zur Hochzeit der Hooligan-Bewegung. Ihr Hauptziel ist es, Störungen und Auseinandersetzungen mit gegnerischen Fans bei den Fußballspielen ihrer Mannschaft zu verursachen. Dabei wenden sie oft Gewalt an. Die Bushwhackers entwickelten den Millwall Brick, eine aus Zeitungspapier improvisierte Waffe, die gefalzt wurde, so dass sie die Härte eines Baseballschlägers erreichte. Ihr Schlachtlied ist No One Likes Us, We Don’t Care (deutsch: „Niemand mag uns, uns ist das egal“).
Seit den 1980er Jahren hat die Gruppe zahlenmäßig abgenommen. Dies ist zum Teil auf die Initiative von Fans um den ehemaligen Vorsitzenden von Millwall, Theo Paphitis, zurückzuführen. Nach den Zusammenstößen außerhalb des Stadions New Den im Zuge eines Relegations-Halbfinalspiels der Football League First Division 2001/02 gegen Birmingham City, welches viele Verletzte forderte, grenzten diese Fans die Bushwackers aus.